# Yekaterina Mulyuk-Timofeyeva
Yekaterina Mulyuk-Timofeyeva, född 13 november 1976, är en vitrysk bågskytt. Hon deltog vid olympiska sommarspelen 2008 och olympiska sommarspelen 2012.